# Грасиоза
Грасиоза или Грасьоза (порт. Graciosa) — один из 9 населённых островов, входящий в центральную группу архипелага Азорские острова в Атлантическом океане, принадлежит Португалии.

## Общие данные
Остров расположен в северной части Атлантического океана. Максимальная длина острова достигает 12,5 км, ширина — 8,5 км, общая площадь 61 км². Самой высокой точкой является гора Калдейра, высота которой достигает 404 м над уровнем моря.
Климат острова влажный. Самым крупным населённым пунктом острова является посёлок Санта-Круш-да-Грасиоза с количеством жителей 1838 человек (по состоянию на 2001 год), находящийся в северной части острова. Там же находится аэродром регионального значения, построенный в 80-х годах XX века, из которого выполняются регулярные рейсы в двух основных направлениях: Понта-Делгада и Терсейра. Всего на острове проживает 4391 человек (по состоянию на 2011 год).

## История
Датой открытия острова считается 2 мая 1450 года, хотя по другим сведениям указывают первую четверть 15 столетия, когда его увидели португальские мореплаватели вместе с остальными островами Центральной группы архипелага. Вероятно так же, что первыми остров заселили темнокожие рабы, привезённые из африканских колоний Португальской империи для присмотра за крупным рогатым скотом. До половины 19 столетия на острове существовало 2 муниципалитета, но в 1855 году южный муниципалитет с административным центром в посёлке Прая был подчинен южному с центром в посёлке Санта-Круш-да-Грасиоза. Вместе с исчезновением южного муниципалитета Прая, этот населённый пункт утратил статус посёлка, который был восстановлен только в 2003 году.
Со времени появления на острове первых людей, он пережил много сложных периодов. Благодаря своим удобным берегам, в 16 и 17 веках остров несколько раз атаковали пираты, которые, кроме грабежей, ещё разрушали дома местных жителей. Другим врагом острова неоднократно становилась засуха. Самой разрушительной стала засуха летом 1844 года. Но самыми опасными были и остаются землетрясения. Самые крупные землетрясения зафиксировали на острове 13 июля 1730 года в юго-восточной части острова (местность Луж) и землетрясение 1837 года, разрушившее посёлок Прая. Последнее значительное землетрясение произошло на острове в 1980 году возле местности Карапушу.

## Экономика
Экономика острова представлена мясо-молочной промышленностью, рыболовством и виноделием. Сельскохозяйственные угодья занимают значительный процент территории острова. На острове выращивают фрукты, зерновые культуры. С конца 1980-х годов была запрещена охота на китов.
Благодаря своим биотопам в сентябре 2007 года остров провозгласили биосферным заповедником ЮНЕСКО. На острове есть хорошие условия для занятий водными видами спорта. Действует термальный санаторий.